# Bernstein-Ringelwurm
Der Bernstein-Ringelwurm (Alitta succinea) ist ein kosmopolitischer mariner Ringelwurm aus der Gattung Alitta innerhalb der Vielborster-Familie der Nereididae.

## Merkmale
Der Bernstein-Ringelwurm wird bis zu 19 cm lang und zählt dann etwa 160 Segmente. Am Prostomium sitzen ein Paar kurzer Antennen ohne Antennenträger, ein Paar zweigliedriger Palpen und zwei Paar Augen in Anordnung eines Trapezoids. Die dorsalen Tentakular-Cirren sind länger als die ventralen; der zweite dorsale Cirrus reicht bis zum dritten bis achten, selten bis zum fünfzehnten Segment. Der Pharynx hat ein Paar gezähnter Kiefer. Der Mund- und der Maxillenring weisen konische Paragnathen auf.
Die Parapodien der ersten beiden borstentragenden Segmente sind einzweigig mit drei Lappen. Alle weiteren Parapodien haben zwei Zweige mit vier Lappen. Bei den Parapodien der vorderen Segmente ist beim Notopodium der Lappen der Acicula zweilappig und die dorsalen Cirren genauso lang oder kürzer als die Lappen des Parapodiums. Bei den hinteren Segmenten sind die dorsalen Lappen des Notopodiums vergrößert, wobei der dorsale Cirrus fast am Ende ansetzt. Die ventralen Cirren sind kürzer als die Lappen. Die dornen- und sicheltragenden Borsten weisen distal einen kleinen Ring auf.
Das Tier hat einen dunklen Kopf und einen bräunlichen Vorderkörper. Der hintere Abschnitt ist grünlich, gelblich oder rötlich mit weißen Flecken oder auch ganz dunkel.
Die Epitoke des männlichen Tieres hat sieben borstentragende Segmente mit dorsalen Cirren, die sich distal zunächst verbreitern und an der Spitze verjüngen. Ähnlich sind die ventralen Cirren der ersten fünf Segmente. Die dorsalen Cirren weisen im veränderten Bereich ventral Warzen auf. Bei der Epitoke des Weibchens sind die dorsalen und ventralen Cirren der ersten fünf Segmente etwas verbreitert und im veränderten Bereich glatt. Die veränderten Parapodien beginnen beim Weibchen am 14. bis 15. Segment und sind ab dem 25. bis 56. Segment wieder normal.

## Verbreitung, Lebensraum und Lebensweise
Alitta succinea ist kosmopolitisch auf sandigem Substrat im Brackwasser der großen Flussmündungen verbreitet, unter anderem in der Nordsee, im Ärmelkanal, Skagerrak und Kattegat.
Der Bernstein-Ringelwurm ernährt sich von Detritus, Diatomeen, Dinoflagellaten, Protozoen und mikroskopischen vielzelligen Tieren, indem er Substratpartikel aufnimmt und die anhaftenden Nahrungspartikel verdaut.

## Lebenszyklus
Der Bernstein-Ringelwurm ist getrenntgeschlechtlich mit etwa gleich großen Weibchen und Männchen und äußerer Befruchtung. Sowohl Weibchen als auch Männchen metamorphosieren bei der Geschlechtsreife zu einer schwimmenden Form mit vergrößerten, stärker lappenförmigen Parapodien, die als Epitoke oder Heteronereis bezeichnet wird. Die Epitoken kommen in großer Anzahl zusammen und sterben, nachdem die Eier und Spermien zur äußeren Befruchtung entlassen worden sind. 36 Stunden nach der Befruchtung entwickeln sich die Eier zu einer behaarten zweisegmentierten Larve, die frei schwimmend als Zooplankton lebt. Die Larven sinken auf den Meeresgrund, wenn sie 9 bis 12 Segmente haben, und metamorphosieren zu kriechenden Würmern.

## Taxonomie
Früher wurde der Bernstein-Seeringelwurm mitunter den Gattungen Nereis oder Neanthes zugeordnet und veraltet als Nereis succinea oder Neanthes succinea bezeichnet. Die Spezies ist eine von insgesamt acht Arten innerhalb der Gattung Alitta, zu der auch die folgenden Arten gezählt werden (Stand März 2023)
- Alitta acutifolia (Ehlers, 1901)
- Alitta brandti Malmgren, 1865
- Alitta dyamusi (Izuka, 1912)
- Alitta grandis (Stimpson, 1853)
- Alitta plenidentata (Moore, 1909)
- Grüner Seeringelwurm Alitta virens (Sars, 1835)
- Alitta williami Villalobos-Guerrero & Bakken, 2018